# Famille Lanafoërt-Chapelain L'officier
La famille Lanafoërt (aujourd'hui famille Lanafoërt-Chapelain L'officier) est une famille française, parisienne et plaisantine, originaire du duché de Gascogne et du comté de Bigorre, illustrée depuis le XIIIe siècle. Les Lanafoërt-Chapelain L'officier ont également une branche installée aux États-Unis.
La famille Lanafoërt est représentée aujourd'hui par la famille Chapelain L'officier, qui en descend en ligne directe par les femmes — par le lignage Lanafoërt-Doat-Sabail-L'officier-Chapelain — et qui a la particularité d’être composée en grande partie d’avocats et de notaires depuis 1450 (constituant l’une des plus anciennes familles de gens de robe de France). Les derniers représentants de cette ancienne famille d'officiers de judicature sont davantage présents, depuis la seconde moitié du XXe siècle, dans le monde de la banque et des affaires, en France comme à l’International.
La famille Lanafoërt-Chapelain L'officier a également la particularité d’être toujours propriétaire en 2025 de l’hôtel particulier familial, l'hôtel de Lanafoërt (puis hôtel de Lanafoërt-Chapelain), construit en 1687 sur des fondations datant de 1590.

## Origine
On retrouve dans un document de septembre 1481 rédigé en latin et en gascon, mentionné aux côtés du gendre de Louis XI, Pierre de Bourbon, sire de Beaujeu et comte de Clermont et de la Marche, Jaymet de Lannefoërt, originaire d'Aignan, avocat en parlement.

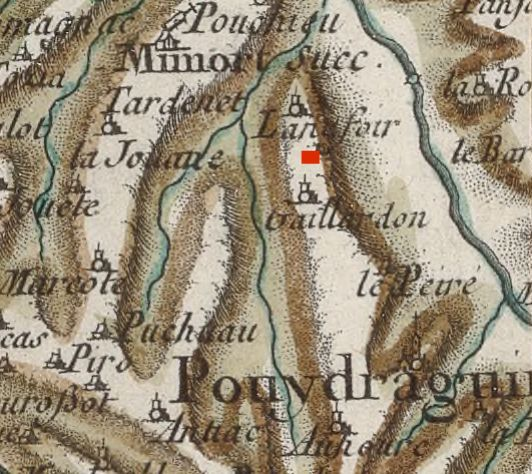
Domaine de Lanafoir (XVe – XVIIIe siècle, à Pouydraguin. Carte de Cassini [1733]).

Sieur Jean Lanafoir ou Lanafoërt (1636-1715), fils de sire Jean Lanafoir et notaire royal à Pouydraguin et Beaumarchés, est intervenu sur l'état des lieux de l'abbaye de la Case-Dieu en 1712. 

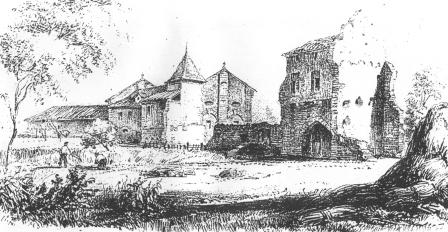
Alexandre Ducourneau, L'abbaye de la Case-Dieu (vers 1840).

Son fils, Dominique Lanafoërt (1656-1736), est également notaire royal, consul et fait construire l’hôtel particulier de Lanafoërt à Plaisance du Gers en 1687.
Il a deux petits-fils, Louis Lanafoërt et Joseph Louis Lanafoërt, fils de Jean Gabriel Lanafoërt (né le 23 juillet 1740 et mort le 21 mars 1806), avocat en Parlement (1791) et avoué au tribunal royal d'Auch. Ce sont ces deux frères, qui sont les grands maires bâtisseurs de la ville de Plaisance du Gers au XIXe siècle. Louis Lanafoërt se marie le 2 juin 1806 avec Marie-Henriette Magenc (1782-1850), fille de Joseph Magenc, apothicaire, juge de paix, tante du peintre Alexandre Magenc (1822-1894).
Joseph Louis Lanafoërt (1788-1842) créait en 1841 avec cinq associés la société F. Dutour et Cie, dont il était l'un des administrateurs, qui mit en place des lignes de diligence dans tout le Gers (la fameuse Hirondelle des Landes décrite quelques années plus tard par Flaubert dans son roman, Madame Bovary). Ces lignes furent remplacées par la suite par le chemin de fer. Elmire Lanafoërt-Doat, fille de Louis Lanafoërt, puis fille adoptive de son oncle Joseph Louis Lanafoërt après le décès prématuré de son père, est l'héritière de la famille Lanafoërt. Elle épouse, le 27 septembre 1831 à Plaisance, Jean François Doat (1801-1869), notaire et homme politique qui fut maire de Plaisance (1848-1852) et conseiller général du Gers (1858-1869). Elle est la cousine de Léontine de Mibielle (1816-1861), poétesse, primée par l'Académie des jeux floraux de Toulouse (en 1839, 1843 et 1847) et qui fut une amie proche d'Alphonse de Lamartine vers 1850. Jean François Doat, est issu d'une vieille famille gasconne de la noblesse de robe qui remonte au XVIe siècle.
Leur héritière est leur fille Louise Doat-Sabail (1845-1892), qui épouse le 20 janvier 1869 à Plaisance, Alfred Sabail (1840-1927) qui est un magistrat, notaire et homme politique français, issu d'une prestigieuse famille de gens de robe de Bigorre remontant au XIIIe siècle. Par ce mariage, deux des plus anciennes famille de noblesse de robe de Gascogne (depuis 700 ans), les Lanafoërt-Doat et Sabail, s'unissent. Leur fille et héritière, Henriette Sabail (1880-1962), épouse le 1er décembre 1908 Pierre Marius L'officier (1872-1916). Ils ont deux enfants, Jean-Charles L'officier (1913-1974), sans descendance, et Charlotte Chapelain L'officier (1910-2001). Le petit-fils de Charlotte, Christophe Chapelain L'officier (1970), est l'héritier et actuel chef de la famille Lanafoërt.

## Filiation
L'ascendance connue des Lanafoërt remonte au milieu du XVe siècle à partir de Sire Jaymet de Lannefoërt, né en 1450.
- Sire Jaymet de Lannefoërt (1450-1490), avocat en parlement
- Sire Jaymet de Lannefoërt (1480-1550), avocat en parlement ; fils du précédent
- Sire Jean Gabriel de Lannefoërt (1530-1590), avocat en parlement ; fils du précédent
- Sire Jean Lanafoir, seigneur de Lanafoir (1570-1640), avocat en parlement ; fils du précédent
- Sieur Jean Lanafoërt (1636-1715), avocat en parlement, notaire royal à Pouydraguin et Beaumarchés ; fils du précédent
- Sieur Dominique Lanafoërt (1656-1736), consul de Plaisance du Gers, notaire royal et avocat en parlement ; fils du précédent
- Sieur Étienne Lanafoërt (1695- 1763), grand consul de Plaisance du Gers en 1744[7], notaire royal et avocat en parlement ; fils du précédent
- Sieur Jean Gabriel Lanafoërt (1740-1806), consul de Plaisance Gers, notaire royal et avocat en parlement, avoué au Tribunal royal d'Auch ; fils du précédent
- Louis Lanafoërt (1782-1819), homme politique français, notaire royal et avocat en parlement ; fils du précédent
- Marie Henriette Magenc (1782-1850) ; épouse du précédent
  - Alexandre Magenc (1822-1894), peintre français ; neveu de la précédente et neveu par alliance de Louis Lanafoërt
- Joseph Louis Lanafoërt (1788-1842), homme politique français, notaire royal et avocat en parlement ; frère de Louis Lanafoërt
- Elmire Lanafoërt, épouse Doat (1809-1880), marchande d'art, collectionneuse et mécène française ; fille de Louis Lanafoërt et nièce du précédent
- Jean François Doat (1801-1869), avocat, notaire, maire de Plaisance et conseiller général du Gers ; époux de la précédente
  - Léontine de Mibielle (1812-1861) ; cousine du précédent
- Louise Doat-Sabail (1845-1892), marchande d'art, mécène et collectionneuse d'art française ; fille de Jean François Doat et d'Elmire Lanafoërt et épouse de l'homme politique Alfred Sabail
- Alfred Sabail (1840-1927), fils de Alexandre Sabail, notaire et homme politique libérale, par deux fois maire de Plaisance (de 1870 à 1871 / de 1908 à 1920), président de la Chambre des notaires du Gers ; époux de la précédente
- Pierre François Gustave Sabail (1824- ), juge de paix, épouse le 28 mars 1858 Jacqueline Gabrielle Alixe Julie Pené ; frère aîné du précédent
  - Joseph Paul Ange Alexandre Pierre Sabail (1859-1911), sous-préfet de Castelsarrasin (Tarn-et-Garonne) en 1890, sous-préfet de Moissac (Tarn-et-Garonne) en 1894, sous-préfet de Lodève (Hérault) en 1896, sous-préfet d'Autun (Saône-et-Loire) en 1900, sous-préfet de Coutances (Manche) en 1900, sous-préfet honoraire le 31 mars 1905 ; neveu du précédent et neveu d'Alfred Sabail
    - Jules Sabail, avocat, juge de paix, deux fois maire de Castelnau (de 1914 à 1920 / de 1925 à 1935), administrateur de la Banque de France à Tarbes ; neveu du précédent
      - Joseph Sabail, notaire ; neveu du précédent
        - Jeanne Sabail ; nièce du précédent
- Marianne Josephine Claire Sabail (1826- ), épouse le 15 septembre 1852 Jean Louis Henri Mieussens, notaire, maire de Castelnau (de 1884 à 1890) ; sœur de Pierre François Gustave Sabail
  - Alexandre Mieussens ; fils des précédents
- Henriette Sabail-L'officier (1880-1962) ; fille cadette d'Alfred Sabail
- Pierre Marius L'officier (1872-1916), officier de marine du 9e régiment d'infanterie coloniale (9e RIC ou 9e RIMa) de l'armée française du Tonkin et cartographe, croix de guerre 1914-1918, avec palme de bronze et deux étoiles, chevalier de l'ordre souverain militaire et hospitalier de Saint-Jean de Jérusalem, de Rhodes et de Malte ; époux de la précédente
  - Jean Charles L'officier (1913-1974), vice-PDG du Groupe Lafarge, ancien membre des Cadets de Saumur et héros des « combats des Cadets de Saumur », titulaire de la croix de guerre 1939-1945 ; fils des précédents
    - Gabriel Ducuing (1885-1940), officier de marine, pilote d'avion et aérostier ; cousin du précédent
    - Jean Cavaillès (1905-1944), philosophe et épistémologue français, ancien chef militaire de la Résistance intérieure française, compagnon de la Libération ; cousin du précédent

  - Charlotte Chapelain L'officier[12] (1910-2001) ; sœur aînée de Jean Charles L'officier
    - Pierre Chapelain L'officier (1937-2018[1]), notaire de formation, puis banquier ; fils de la précédente
    - Purification "Pura" Chapelain L'officier (1933-2022[1]), née Dominguez-Suarez de las Heras ; épouse du précédent
      - Nathalie Chapelain L'officier (1967- ), chef d'entreprise, fille des précédents
      - Christophe Chapelain L'officier (1970- ), avocat d'affaires international, dirigeant d'un family office ; fils des précédents
        - Margot Chapelain L'officier-Conti (2005- ), étudiante en droit international ; fille de Christophe Chapelain L'officier
        - Ginevra Chapelain L'officier-Conti (2008- ) ; fille de Christophe Chapelain L'officier.